# Карпентърс
Карпентърс (на английски: Carpenters или The Carpenters) е името на популярен американски дует, основан в Лос Анджелис, САЩ през 1969 година. Той се състои от брат и сестра – Ричард Карпентър и Керън Карпентър. През 70-те години дуетът става един от най-популярните с няколко номер едно хита и с продадени над 100 милиона албума. Музиката, която създава, попада в музикалния жанр поп. Записват общо 11 албума и правят турнета в САЩ, Англия, Япония, Австралия, Холандия и Белгия. В превод думата carpenter означава дърводелец.
Дуетът престава да съществува след смъртта на Керън на 4 февруари 1983 г. вследствие на сърдечна недостатъчност, причинена от анорексия нервоза.
В началото на своята кариера дуото получава навсякъде откази от музикалната индустрия поради мекия тон на тяхната музика. 1970-те са времето на рока и изпълнители като Джанис Джоплин и Джими Хендрикс със значително по-груб тембър и бърз ритъм. Въпреки всички пречки Керън и Ричард не се отказват и продължават да изпращат свои записи в различни звукозаписни студия, докато накрая A&M Records са привлечени от техния уникален и различен стил. Хърп Алпърт решава да им даде шанс и той променя живота им завинаги.

## Награди
Групата получава следните престижни награди:
- 1970 – Грами за песента „Close to You“
- 1970 – Оскар за най-добра песен „For All We Know“
- 1971 – Грами за най-добро изпълнение

## Дискография
An Old Fashioned Christmas (1984)
Voice of the Heart (1983)
Made in America (1981)
Christmas Portrait (1978)
Live at the Palladium (1977)
Passage (1977)
A Kind of Hush (1976)
Horizon (1975)
Live in Japan (1975)
„Now & Then“ (1973)
A Song for You (1972)
Bless the Beasts and the Children (1971)
Carpenters (1971)
Close to You (1970)
Ticket to Ride (1969)